# Austin-Healey 3000
El Austin-Healey 3000 es un automóvil deportivo británico construido entre 1959 y 1967. Es el más conocido de los modelos "big Healey". La carrocería del automóvil era construida por Jensen Motors y los vehículos fueron ensamblados por la BMC en la factoría de MG en Abingdon, junto con los modelos MG de la corporación.
Durante su vida de producción, el automóvil pasó de ser un deportivo abierto (con una opción 2+2 para transportar niños), a un deportivo convertible. En 1963, se exportó el 91,5 por ciento de todas las unidades producidas; principalmente a América del Norte. El 3000 de 3 litros fue un automóvil de gran éxito, que ganó su clase en muchos rallies europeos en su apogeo y todavía hoy en día los entusiastas compiten en carreras de automóviles clásicos.
British Motor Corporation terminó la fabricación en 1967, con la intención de que su lugar lo ocupara un automóvil con un motor nuevo, aunque similar, en una variante monocasco MGB de diseño más reciente, denominada MGC.

## Historia

### BN7, BT7 descapotables

#### Mark I

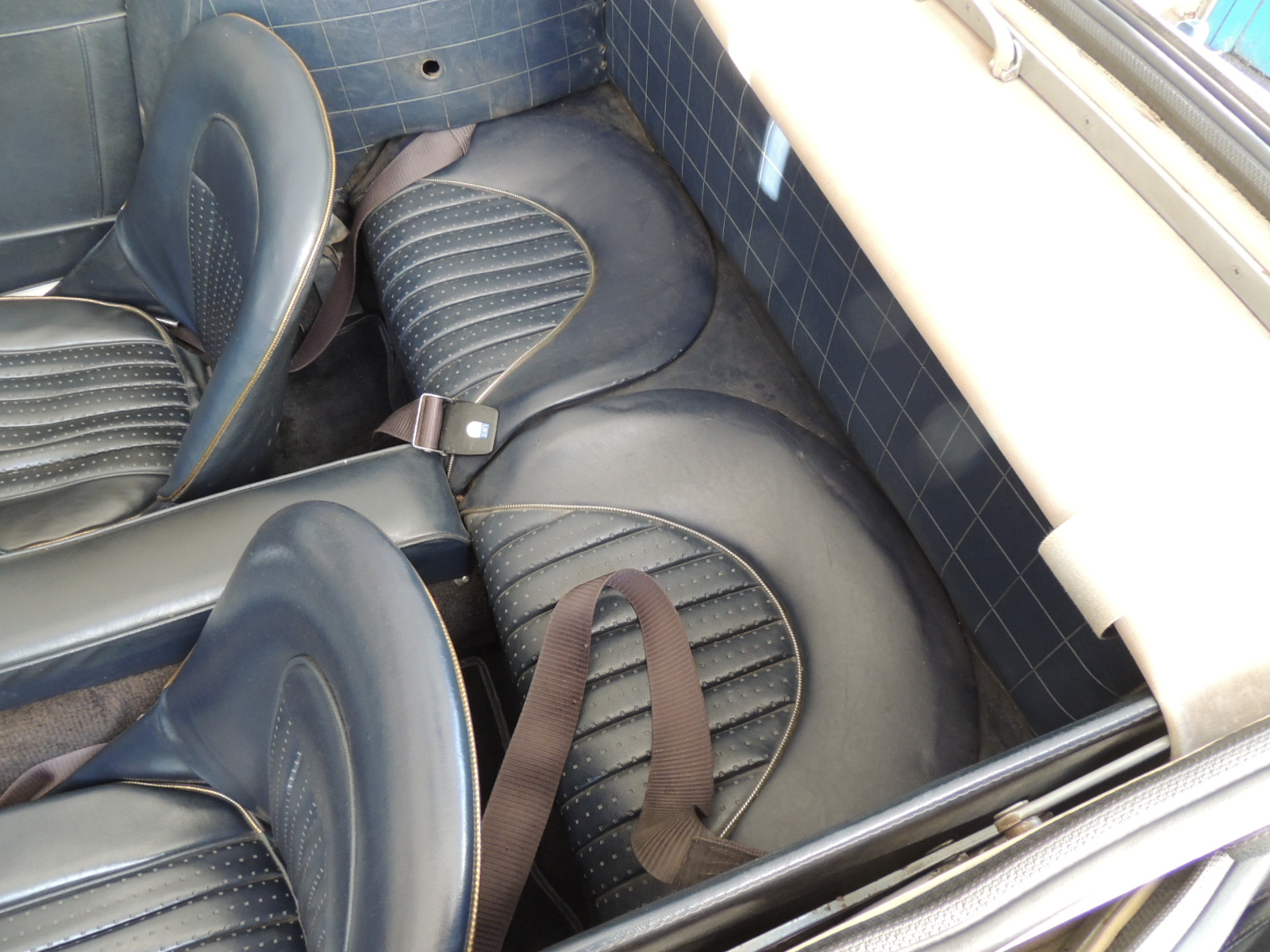
Interior de un 2+2

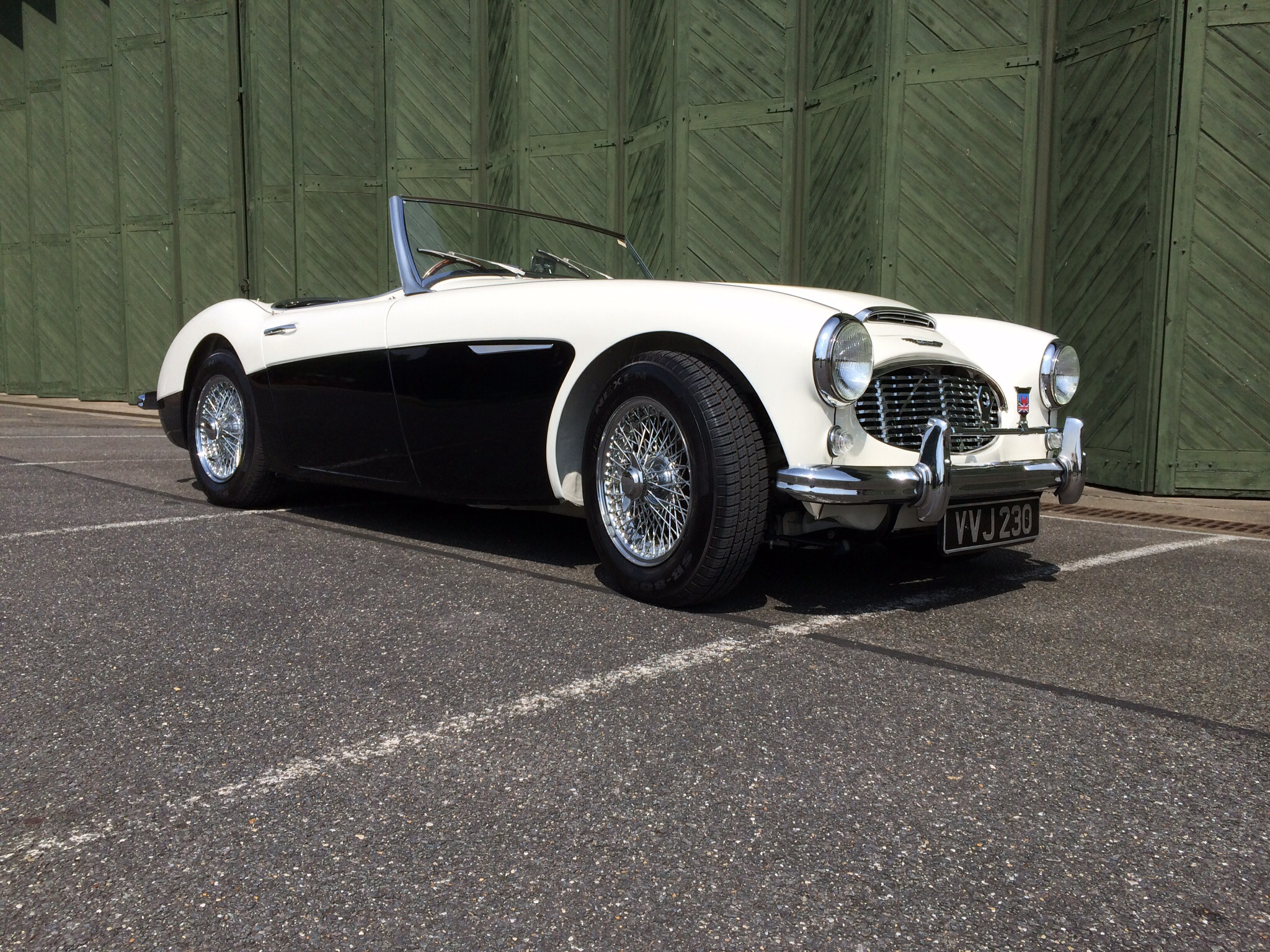
Mark I BN7 de dos asientos abierto (1959)

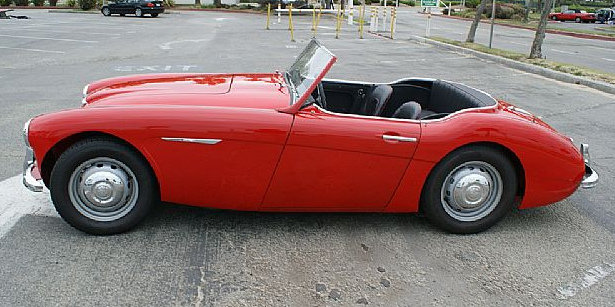
Mark I BT7 abierto 2+2 (1960)

El Austin-Healey 3000 se anunció el 1 de julio de 1959 con un motor BMC C-Series de 3 litros para reemplazar el motor más pequeño de 2.6 litros del 100-6 y frenos de disco para sus ruedas delanteras. Los fabricantes afirmaron que alcanzaría las 60 mph en 11 segundos y las 100 mph en 31 segundos.
Otros cambios fueron menores en comparación con los existentes entre el 100 original y el 100-6. La distancia entre ejes y la carrocería se mantuvieron sin cambios, al igual que los estilos de carrocería, un 2+2 o BT7 y un BN7 biplaza.
La protección contra la intemperie siguió siendo mínima, con un techo de plástico plegable sobre un marco desmontable ligero y, por encima de las puertas, pantallas laterales desmontables que sostenían paneles deslizantes de metacrilato. Las ruedas de radios de alambre, la caja de cambios con sobremarcha, el parabrisas laminado, la calefacción, la columna de dirección ajustable, la capota rígida desmontable para el 2+2 y la pintura de dos tonos estaban disponibles como opciones.
Se construyeron 13.650 Mark I: 2825 BN7 biplaza abiertos y 10.825 BT7 2+2.

##### Prueba de carretera
Un BT7 3000 con techo rígido y overdrive probado por la revista The Motor en 1960 tenía una velocidad máxima de 115 mph (185,1 km/h) y podía acelerar de 0 a 60 mph (96,6 km/h) en 11,7 segundos. Se registró un consumo de combustible de 21,6 millas por galón imp (13,1 L/100 km; 18,0 mpgAm). El coche de la prueba costó 1326 libras, impuestos incluidos.

### BN7, BT7 descapotables

#### Mark II

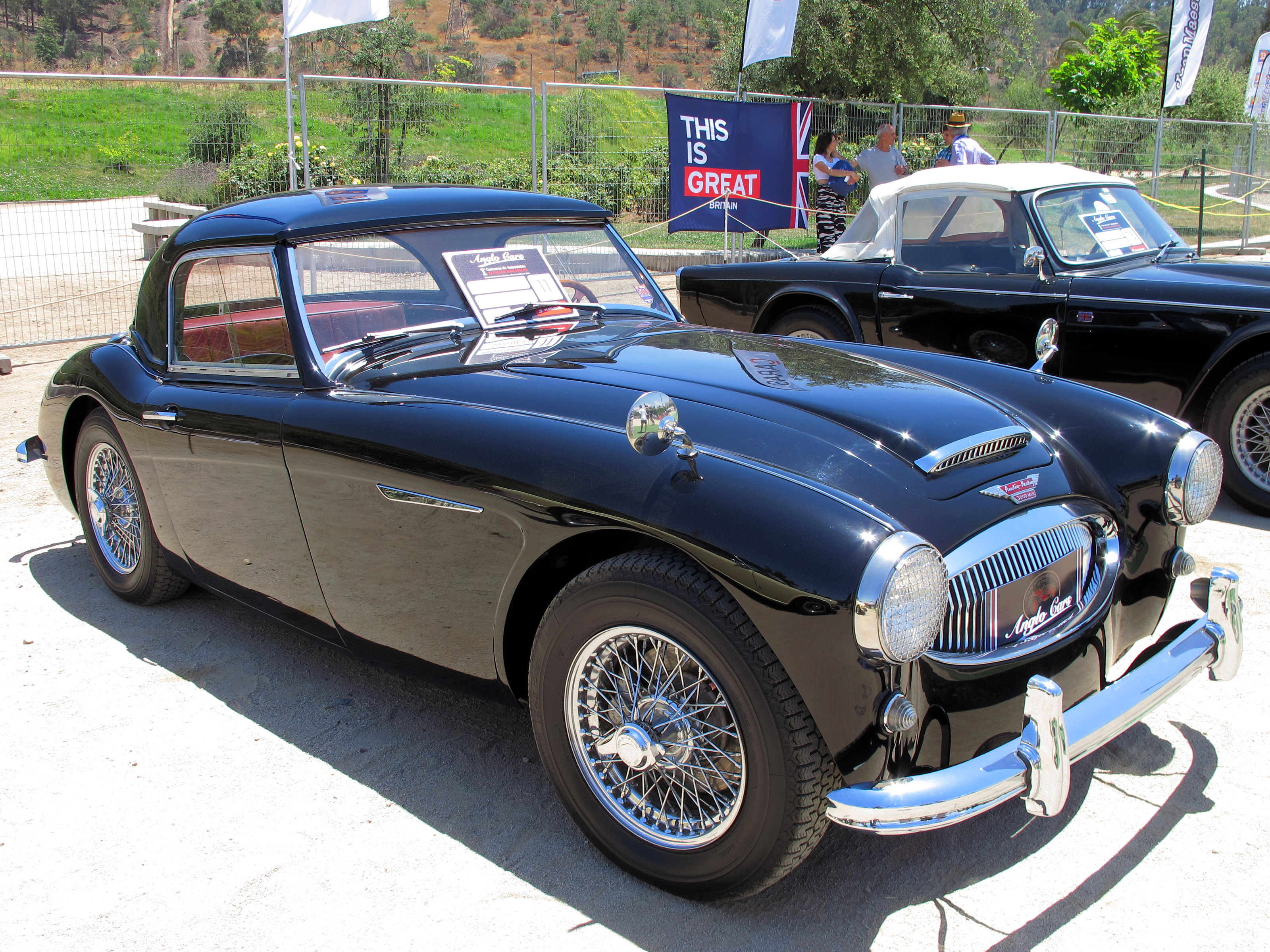
Mark II BT7 2+2 abierto de 1962, mostrando las pantallas laterales y equipado con ruedas de radios de alambre y techo rígido opcionales

Los motores equipados con tres carburadores SU HS4 (área total de 5.3 pulgadas cuadradas) y un árbol de levas mejorado fueron anunciados a finales de mayo de 1961. Otros cambios incluyeron una rejilla frontal con barra vertical. Los extras opcionales eran similares a los del Mark I. A partir de agosto de 1961, también estaba disponible un servofreno como extra opcional, lo que mejoró enormemente el rendimiento de frenado.

##### Prueba de carretera
Un 3000 Mark II BT7 (699DON) con techo rígido y overdrive probado por la revista británica "The Motor" en 1961 tenía una velocidad máxima de 112,9 mph (181,7 km/h) y podía acelerar de 0 a 60 mph (96,6 km/h) en 10,9 segundos. Se registró un consumo de combustible de 23,5 millas por galón imp (12,0 L/100 km; 19,6 mpgAm). El auto de prueba costó 1362 libras, impuestos incluidos.

#### Últimos verdaderos roadster
El BN7 Mark II se suspendió en marzo de 1962 y el BT7 Mark II en junio de 1962

### BJ7 deportivo convertible

#### Mark II

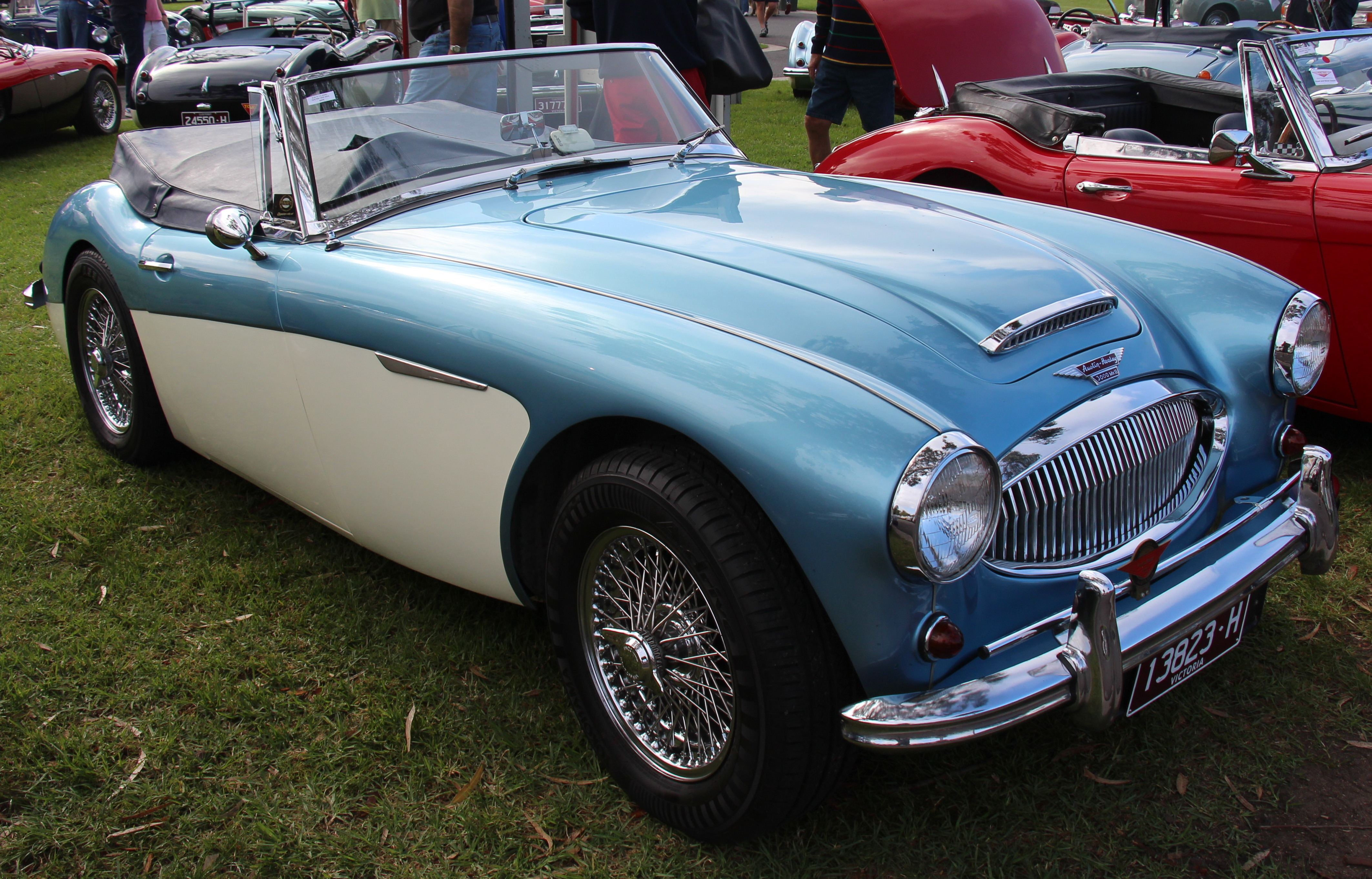
Mark II BJ7 sports convertible de 1962

El convertible deportivo 3000 Mark II se lanzó a finales de agosto de 1962. Era un verdadero descapotable con un confort casi de berlina, un nuevo parabrisas envolvente, ventanillas laterales de manivela, luces traseras intermitentes y un techo plegable de acción rápida. Los carburadores Twin SU HS6 reemplazaron a los triples SU (área total de 5.3 pulgadas cuadradas, una reducción del 9.25%). Austin-Healey afirmó que podía superar las 115 mph.
El 91,5 por ciento de todos los automóviles Austin Healey 3000 de 1963 se exportaron, principalmente a América del Norte.
Se fabricaron 11.564 Mark II: 355 BN7 biplaza abiertos, 5096 BT7 2+2 y 6113 convertibles deportivos BJ7 2+2.

### BJ8 deportivo convertible

#### Mark III

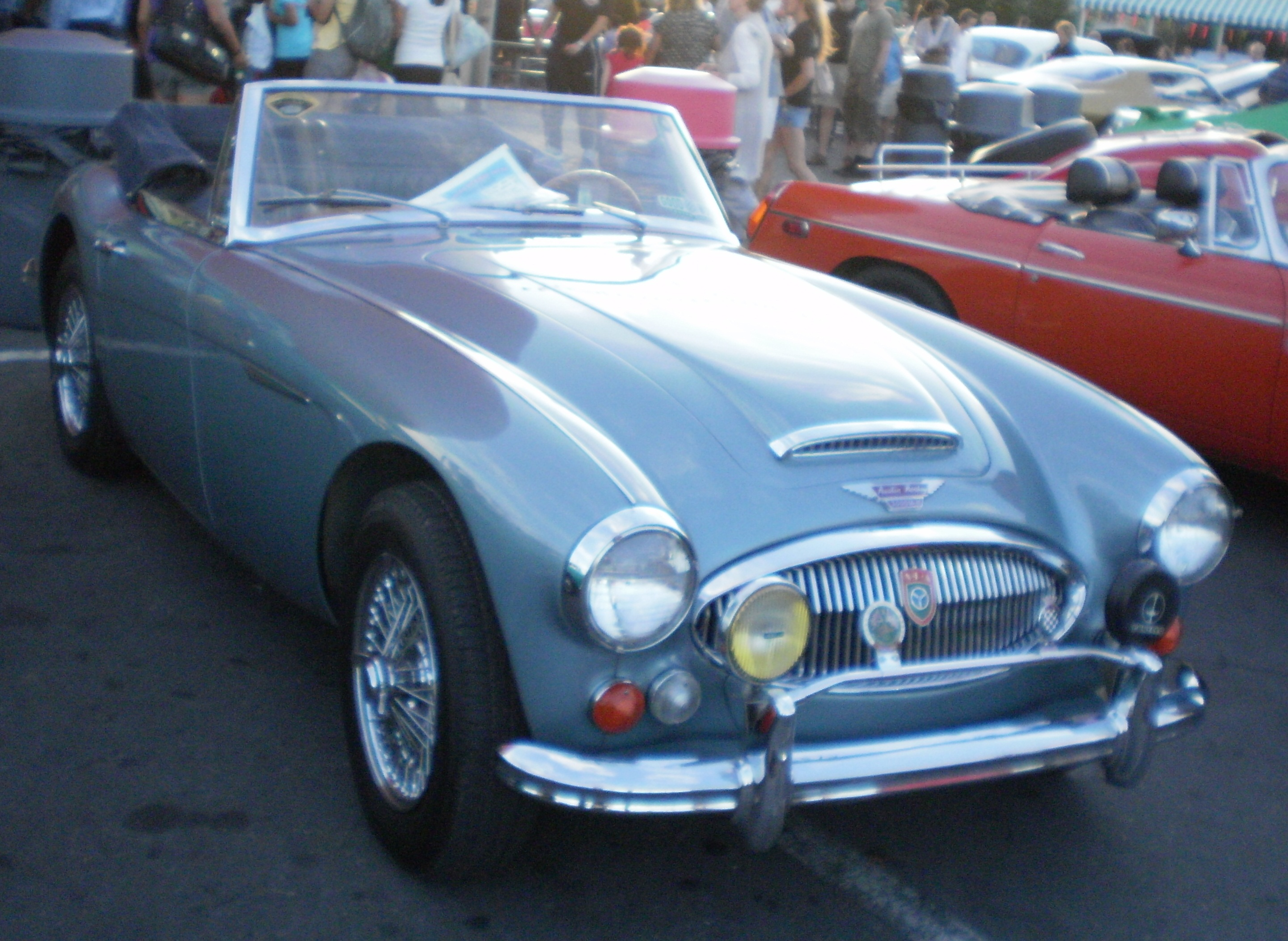
Mark III BJ8 sports convertible (para Norteamérica) de 1966

El convertible deportivo 3000 Mark III se anunció en febrero de 1964 con un aumento de potencia de 136 bhp a 150 bhp mediante un nuevo árbol de levas en cabeza. Los carburadores SU HD8 reemplazaron a las unidades HS6 aumentando el tamaño del estrangulador de 1,75 a 2 pulgadas, con un área total de 6,3 pulgadas cuadradas, aumentada en un 30,6%. El frenado asistido se convirtió en estándar en lugar de opcional. El panel de instrumentos del nuevo automóvil mostraba el velocímetro y el tacómetro directamente al conductor. La tapicería estaba confeccionada en vinilo Ambla.
El Mark III BJ8 permaneció en producción hasta finales de 1967, cuando cesó la fabricación del Austin-Healey 3000.
En mayo de 1964 se lanzó la versión "Phase II" del Mark III, que ganó distancia al suelo a través de un chasis trasero modificado. En marzo de 1965, el automóvil recibió luces indicadoras separadas.
Se fabricaron 17.712 Mark III.

Primera unidad del mercado nacional matriculada (noviembre de 1967)
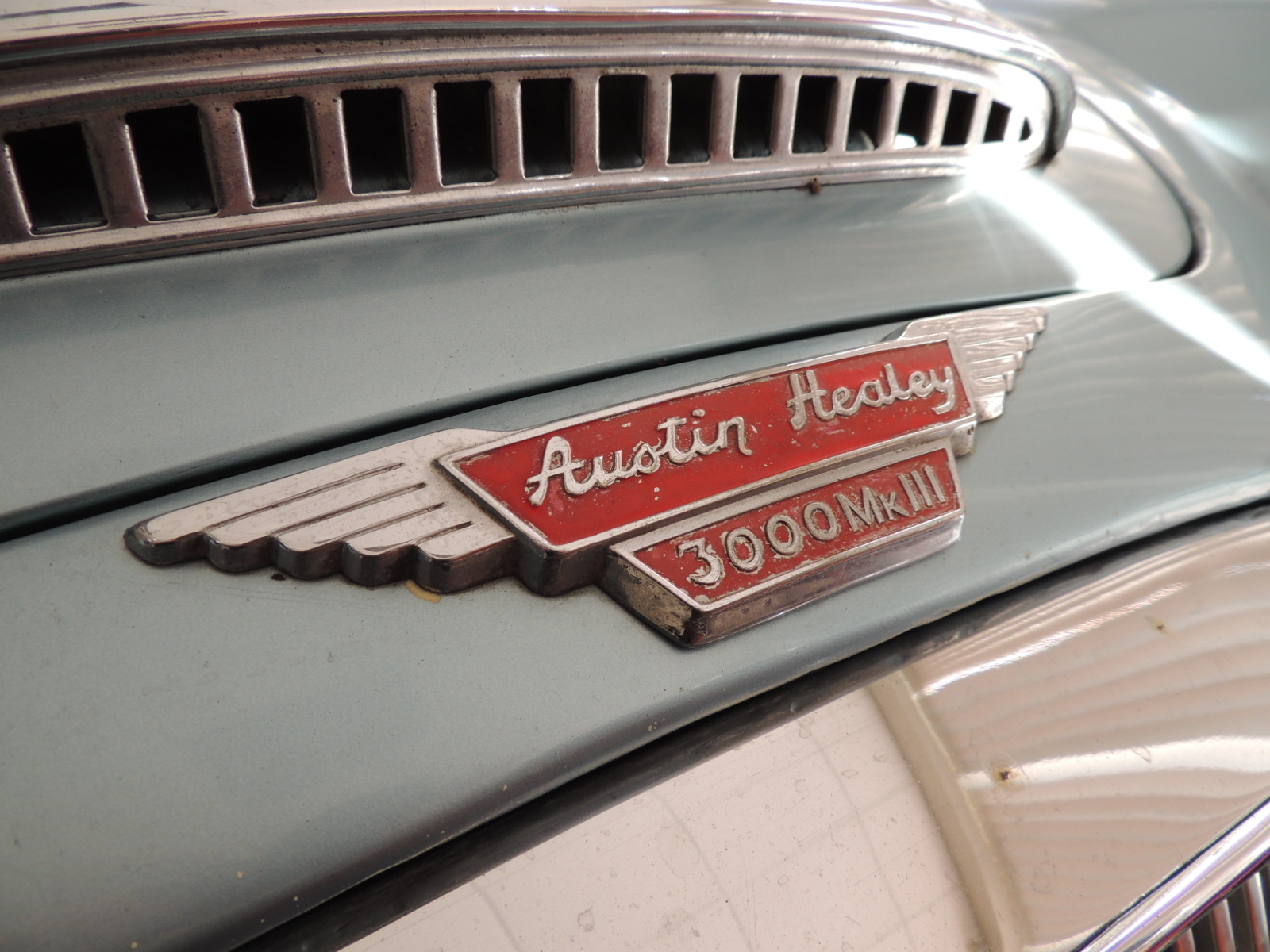
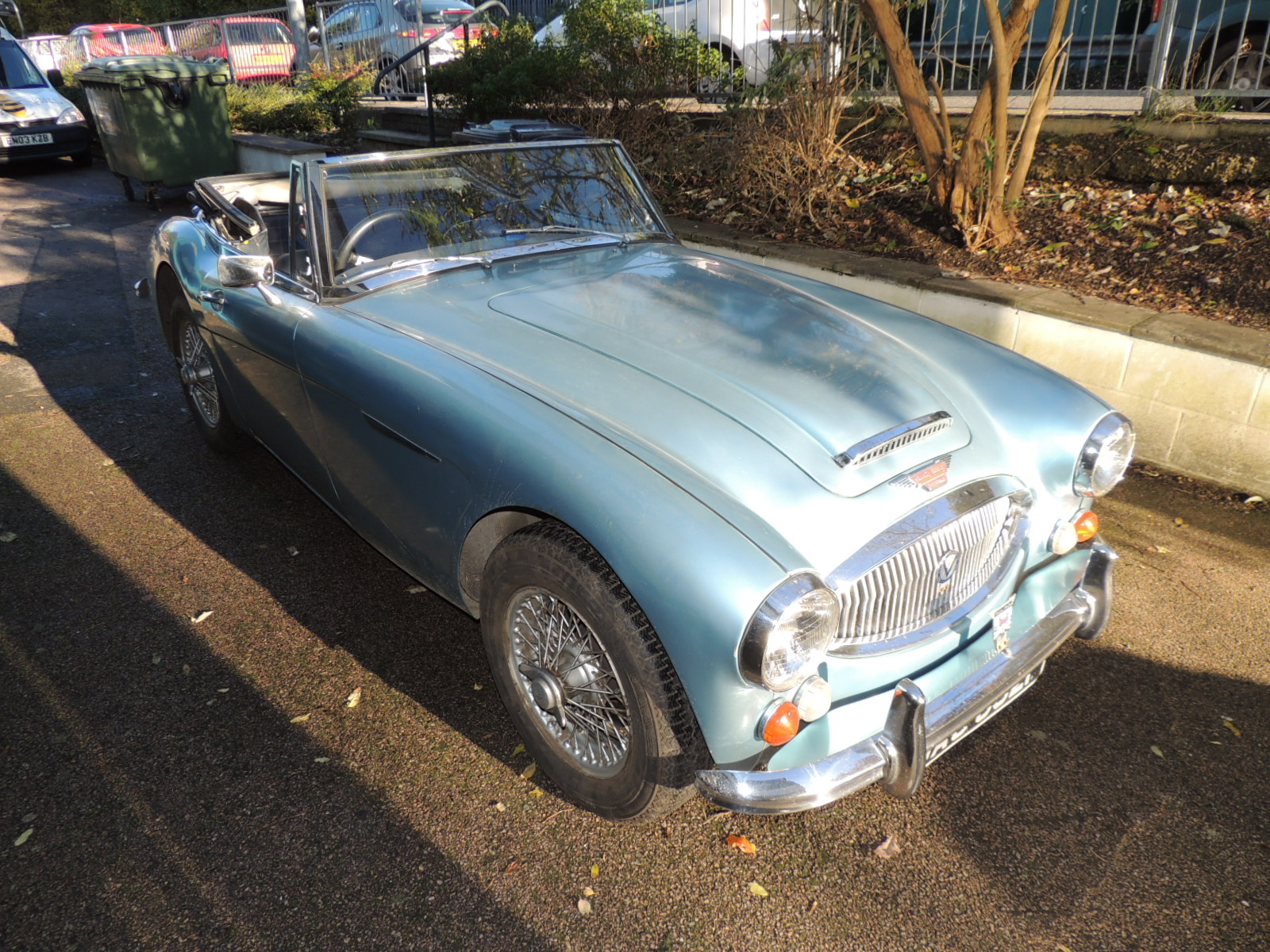
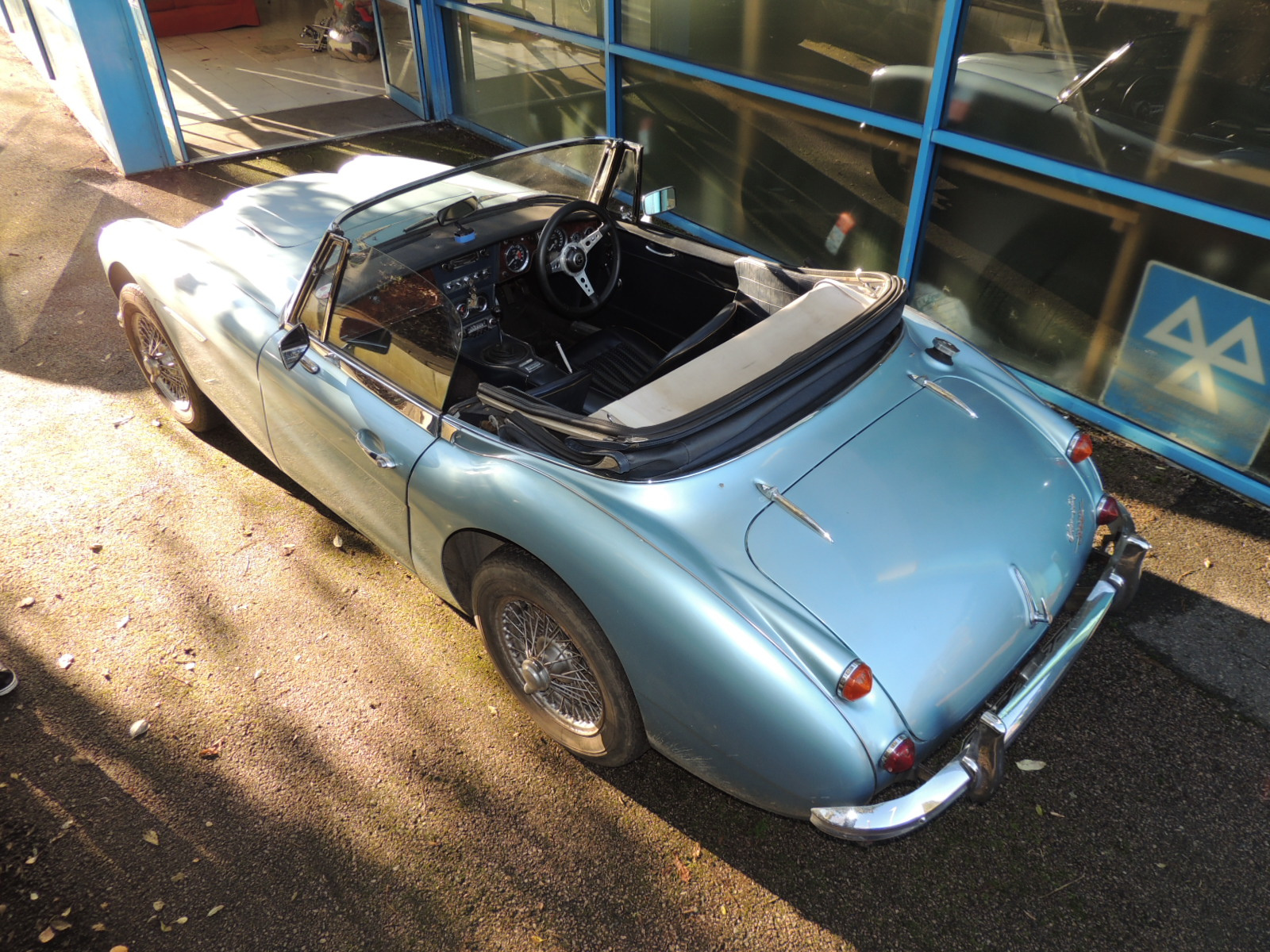
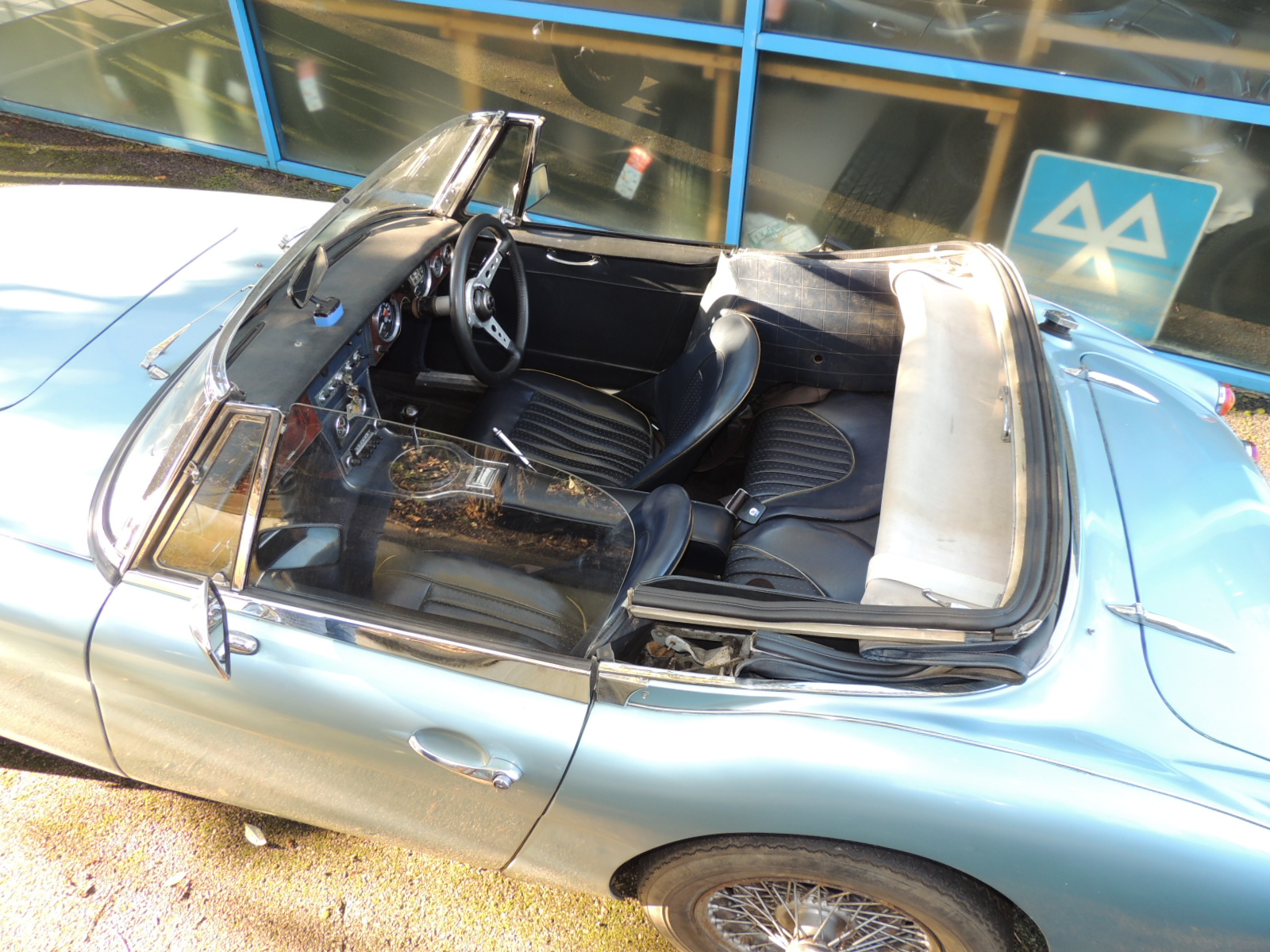
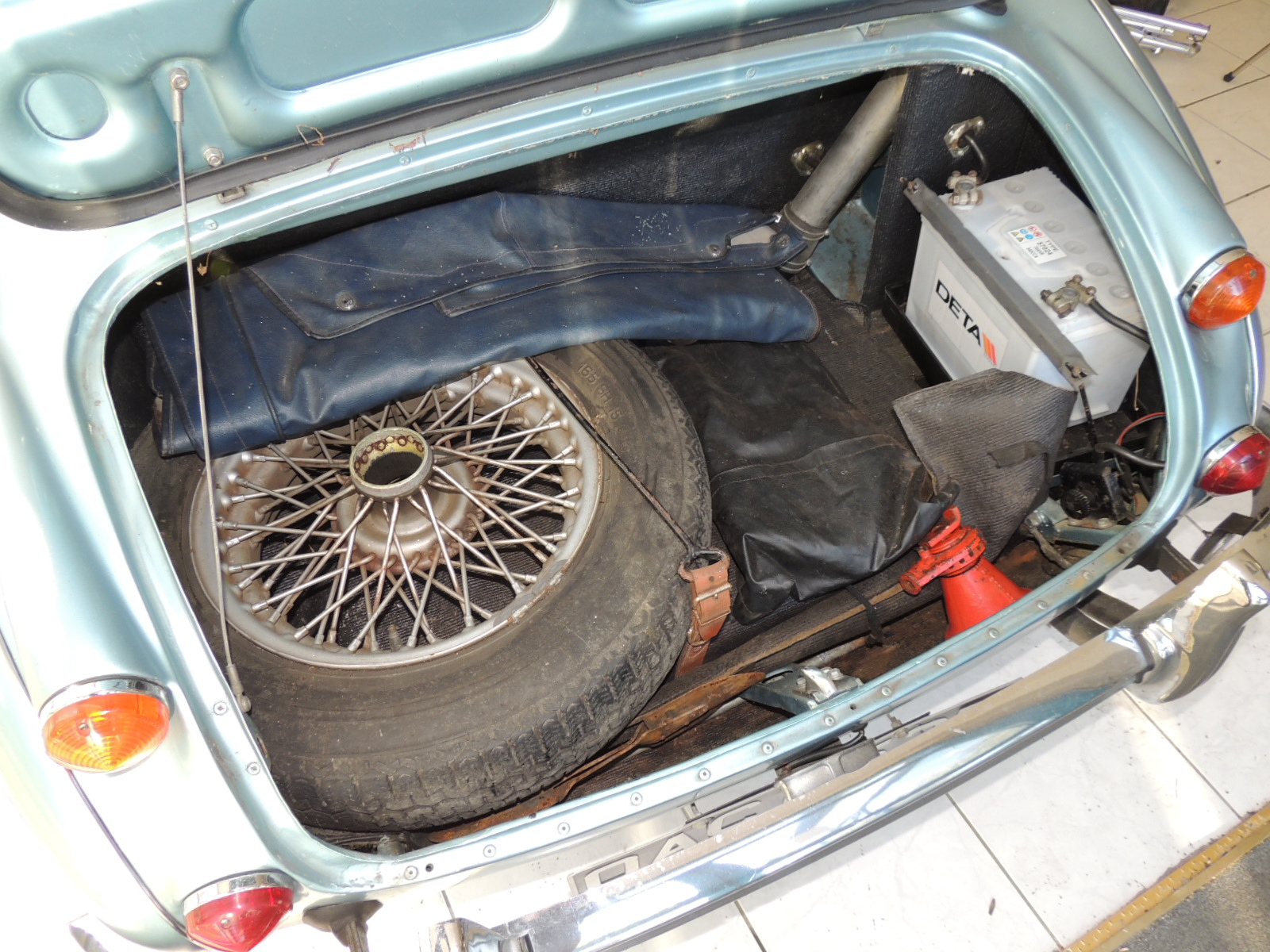
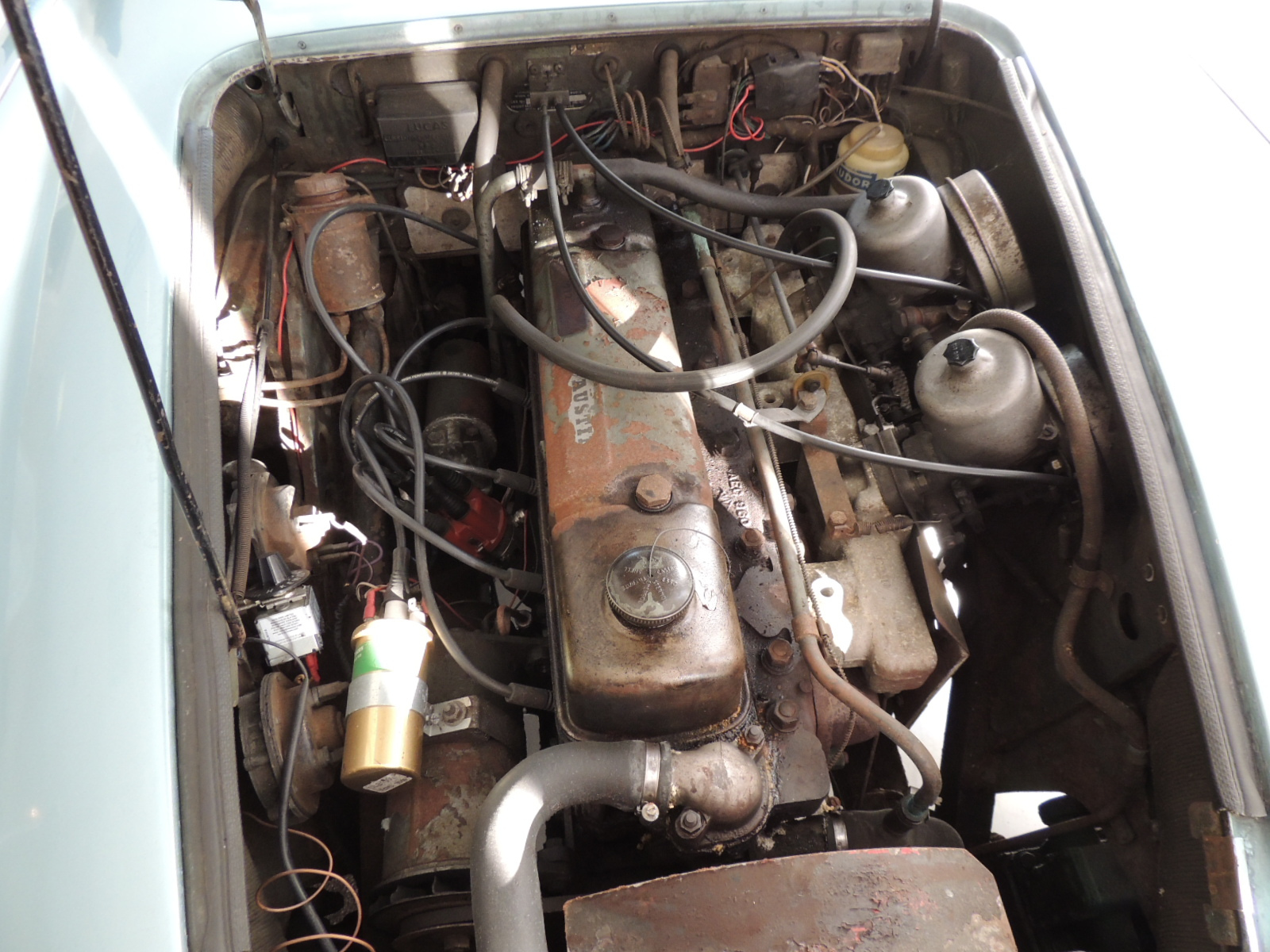
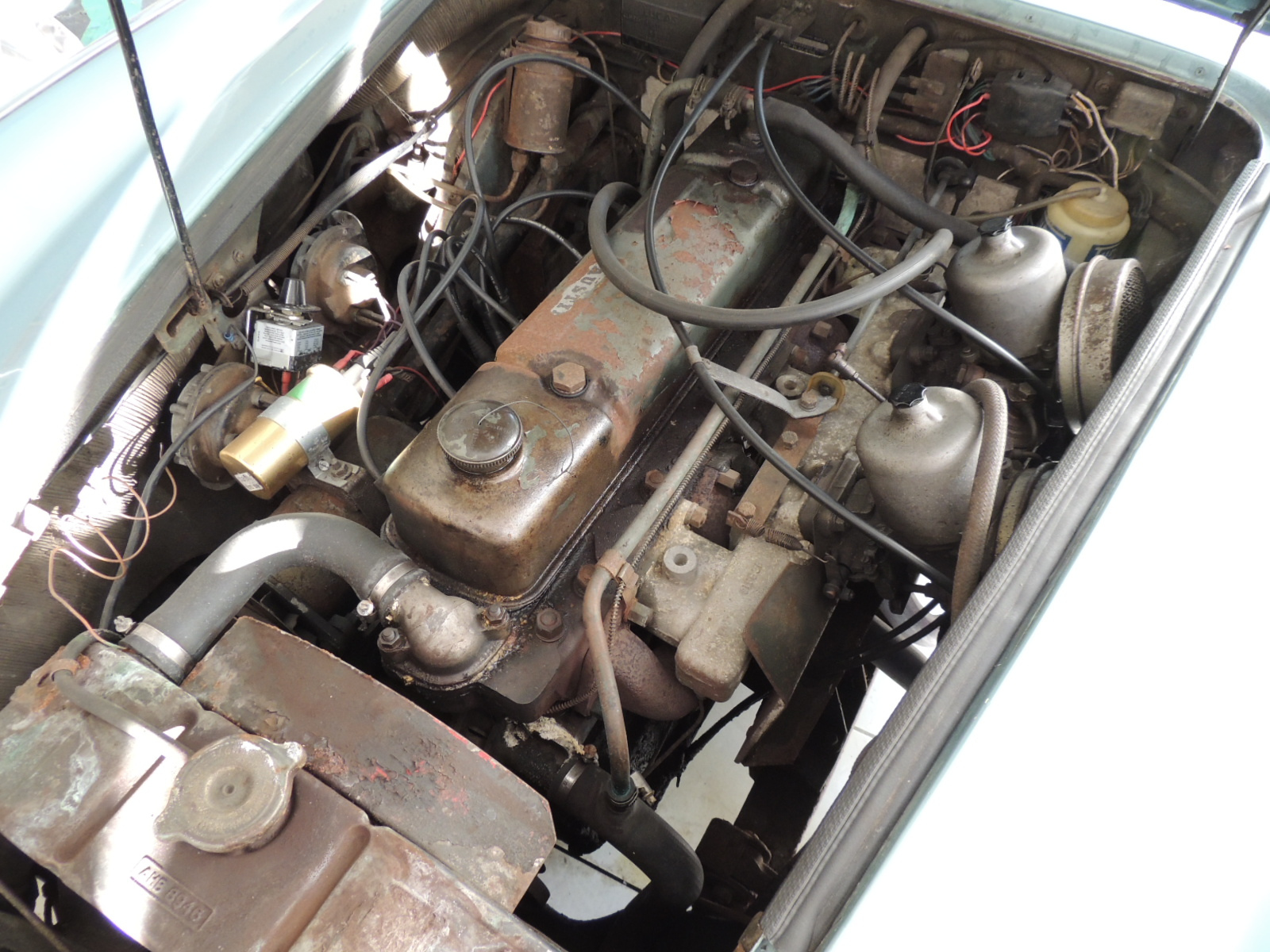
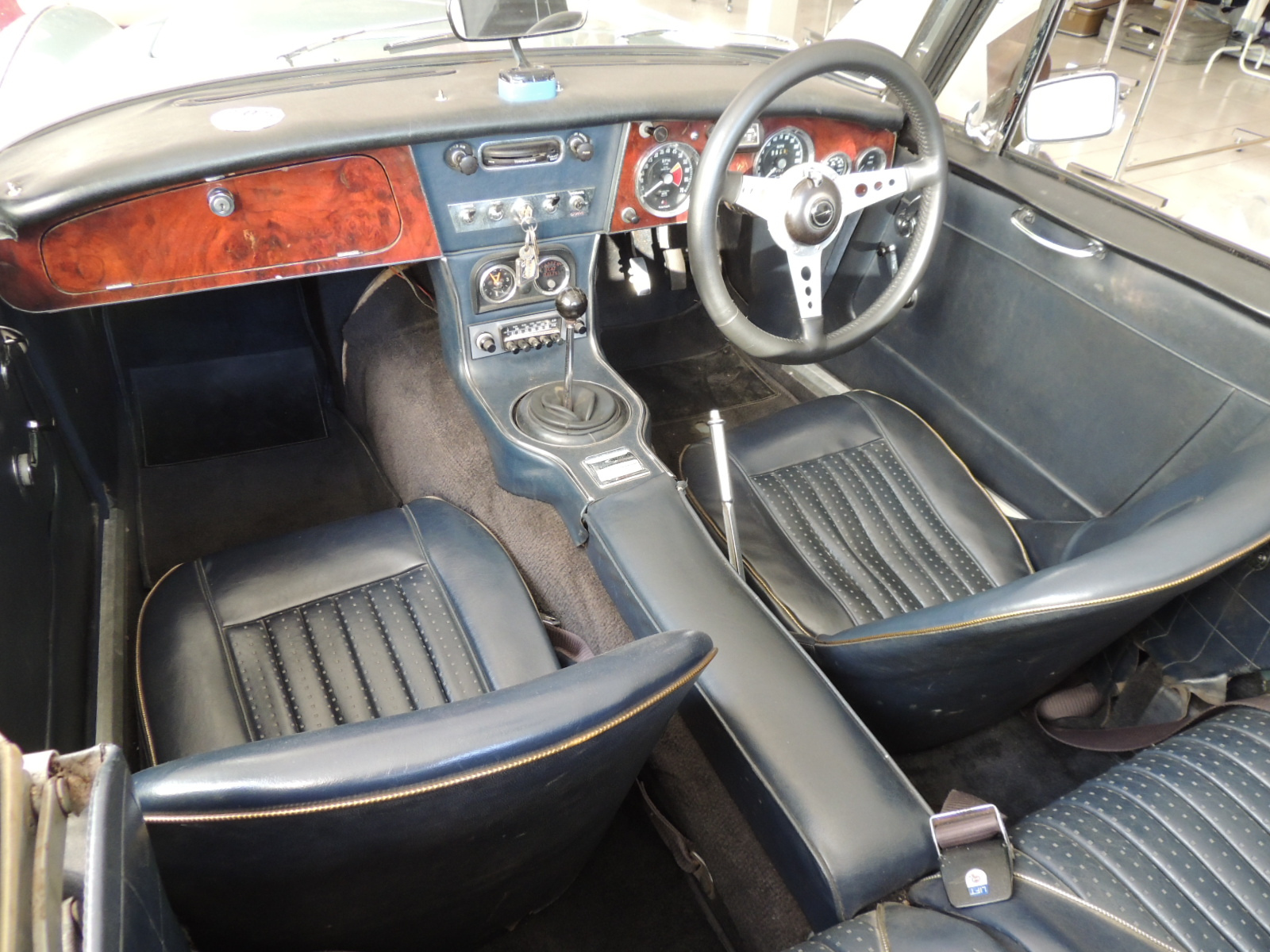
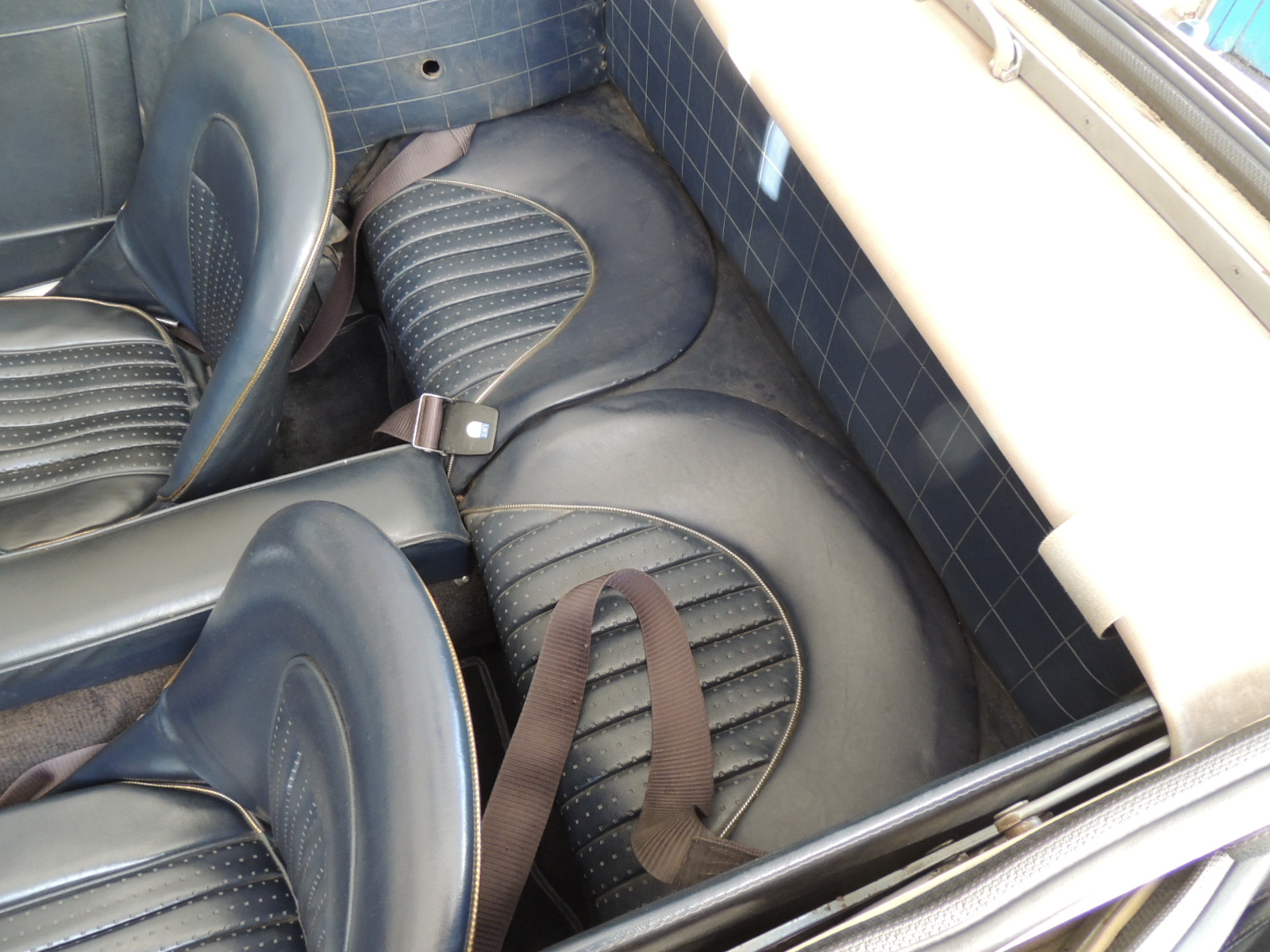
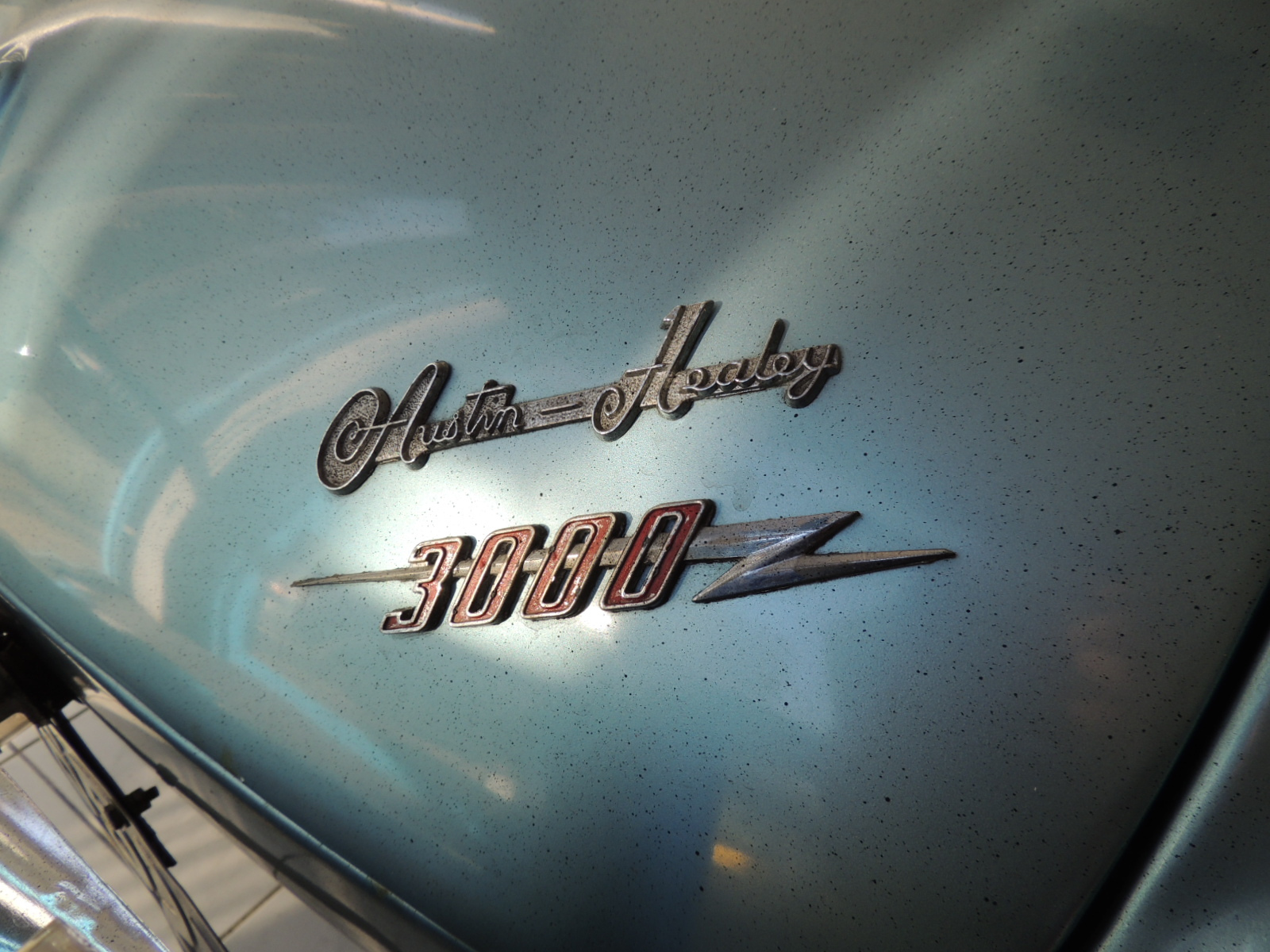

Ventanas laterales

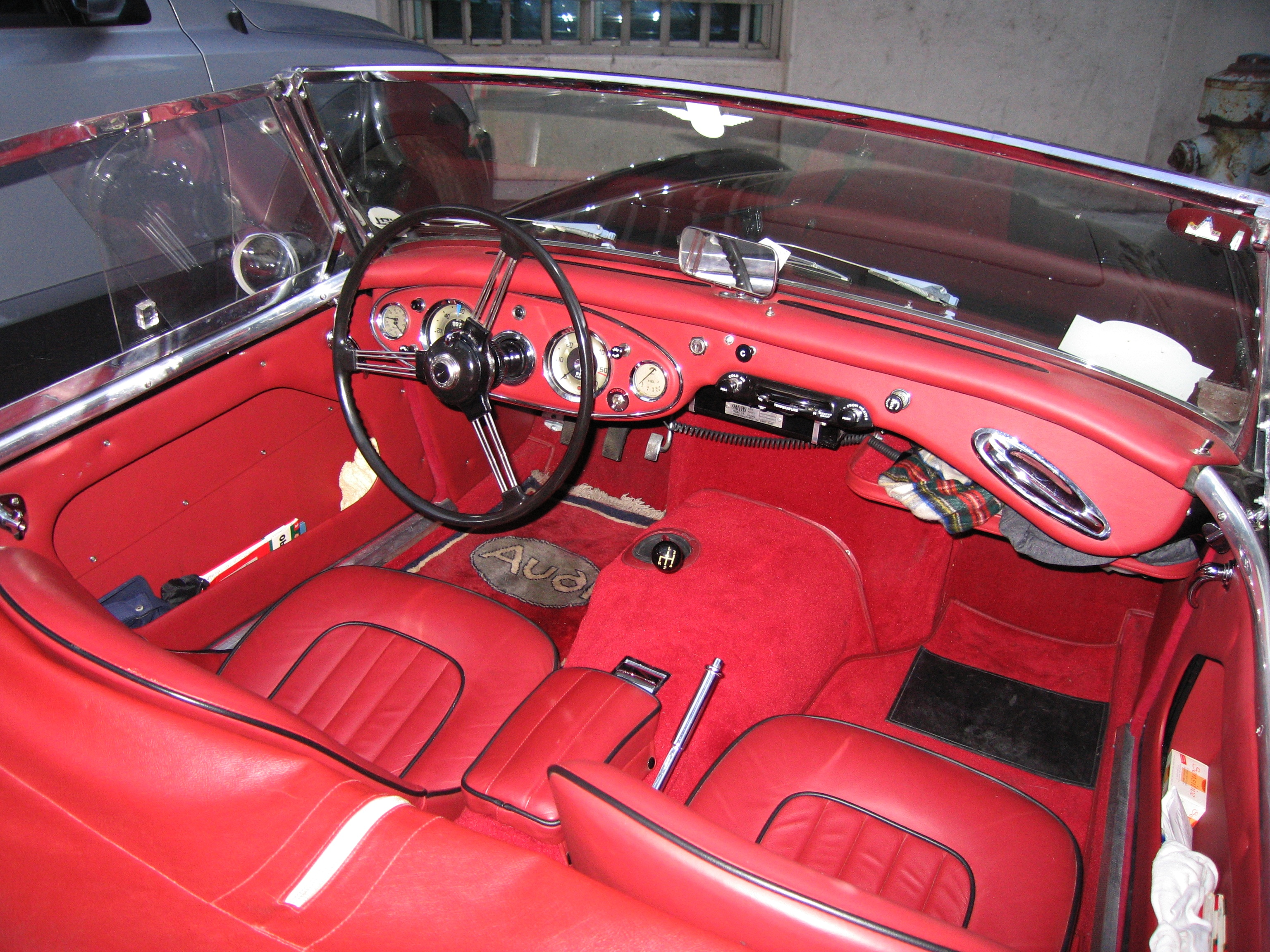
Ventanas laterales
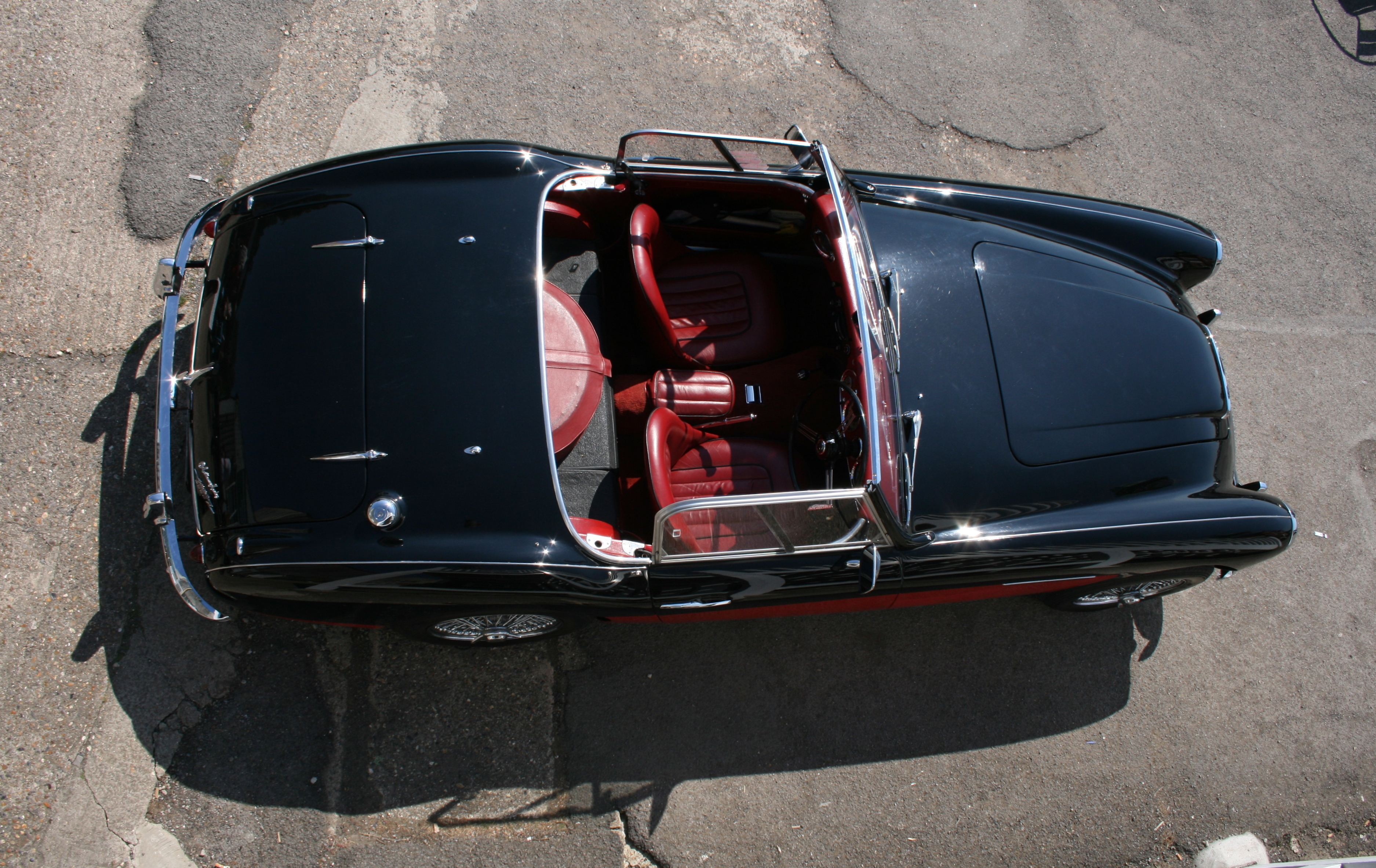

### Pininfarinagran turismo
Pininfarina exhibió un 3000 como un gran turismo de techo cerrado  en el Salón de Earls Court de octubre de 1962. Fue el diseño ganador de un concurso de la publicación automovilística suiza "Auto-Jahr".

### En las carreras
Los Austin Healey 3000 tienen un largo historial en las carreras, y compitieron en la mayoría de los principales circuitos de carreras de todo el mundo, incluidos Sebring (EE. UU.), Le Mans (Francia) y Mount Panorama, Bathurst (Australia). El departamento de competiciones de BMC utilizó el 3000 desde su introducción, pero el desarrollo de los coches de fábrica terminó efectivamente en 1965, principalmente debido al éxito del Mini Cooper 'S'.

## Lecturas relacionadas
- Bonds, Ray (2003). The Illustrated Directory of Sports Cars. Motorbooks. ISBN 0-7603-1420-9.
- Holmes, Mark (2007). Ultimate Convertibles: Roofless Beauty. London: Kandour. pp. 24-25. ISBN 978-1-905741-62-5.